# Mestre de la Virgo inter Virgines

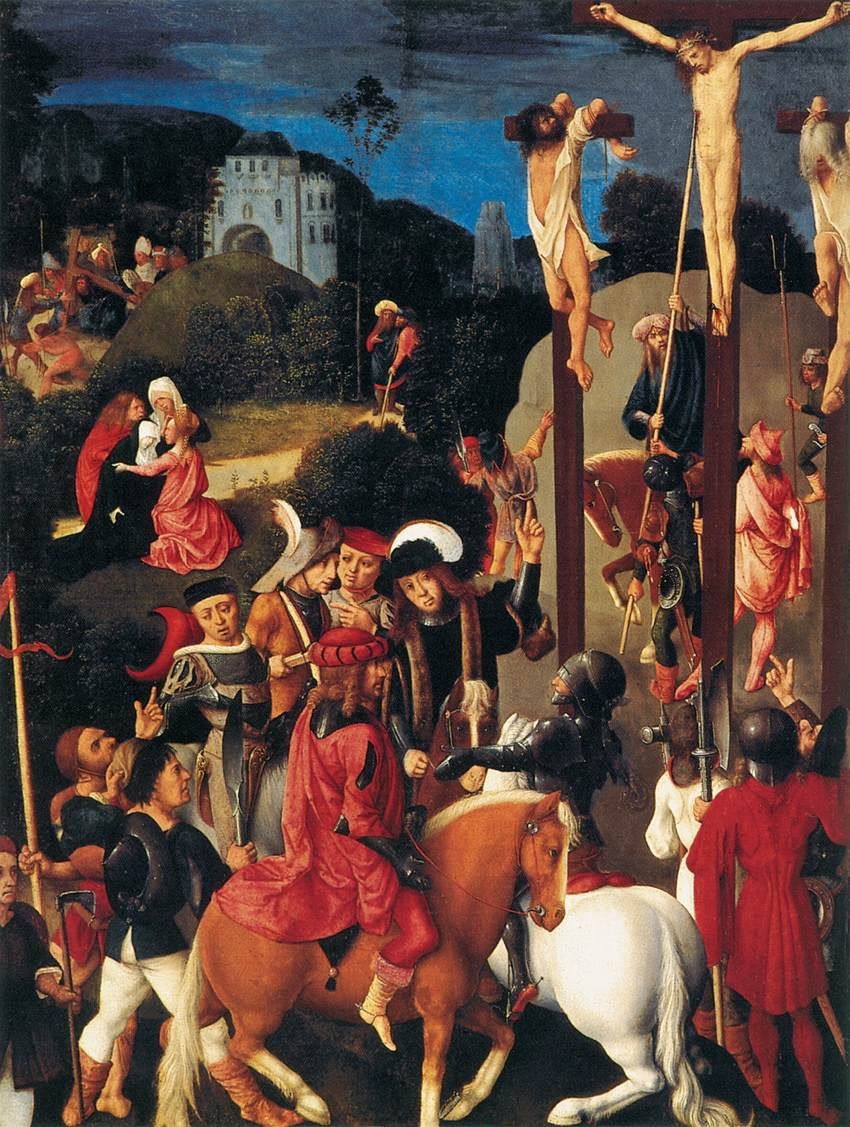
La Crucifixión, oli sobre taula, 78 x 58,6 cm, Madrid, Museu Thyssen-Bornemisza.

Mestre de la Virgo inter Virgines és el nom convencional pel qual es coneix a un pintor anònim actiu a Delft durant les dues últimes dècades del segle XV.
Deu el seu nom a Max J. Friedländer, qui va agrupar un petit nombre d'obres entorn del retaule de La Mare de Déu amb l'Infant entre quatre santes verges o La Mare de Déu i l'Infant amb les santes Catalina, Cecilia, Úrsula i Bàrbara del Rijksmuseum d'Amsterdam. Encara que influït pels mestres d'Anvers i Gant, en la personalitat intensament piadosa del Maestre de la Virgo inter Virgines s'han advertit els primers passos distintius de la pintura neerlandesa.
La seva pintura pot distingir-se pel peculiar tractament dels seus expressius caps, de contorns angulosos, front ampli i nas llarg i recta, i per la rica gamma de color. Se li atribueixen unes vint taules, en les quals s'inclou algun tríptic, totes d'assumpte religiós i en la seva major part de caràcter narratiu, com la Crucifixión del Museu Thyssen-Bornemisza de Madrid i la taula del mateix assumpte del Bowes Museum de Barnard Castle, o la Lamentació sobre el cos de Crist mort del Museu del Prado, en les quals la correcció del dibuix se sacrifica a l'aprofundiment en els continguts dramàtics del relat.